# علاقات الجمهورية العربية الصحراوية الديمقراطية الخارجية
تتولى إدارة العلاقات الخارجية للجمهورية العربية الصحراوية الديمقراطية جبهة البوليساريو، التي تحتفظ بشبكة من مكاتب التمثيل والسفارات في البلدان الأجنبية.
الجمهورية العربية الصحراوية الديمقراطية هي حكومة منفية تطالب بالسيادة على المستعمرة الإسبانية السابقة للصحراء الغربية. وتسيطر جبهة البوليساريو حاليا، وهي حركة التحرير الوطني التي تدير الجمهورية الصحراوية، على المنطقة التي تسميها الأقاليم المحررة، وهي قطاع من إقليم الصحراء الغربية شرقي الجدار المغربي. وتدير أيضا مخيمات اللاجئين الصحراويين في تندوف، الجزائر، حيث يوجد مقرها. وهي تقيم علاقات دبلوماسية مع الدول والمنظمات الدولية منذ إنشائها في عام 1973. في عام 1966، أكد قرار الجمعية العامة للأمم المتحدة 22/29 لأول مرة حق الصحراويين في تقرير المصير. وفي عام 1979، أعاد قرار الجمعية العامة للأمم المتحدة 34/37 التأكيد مرة أخرى على حق شعب الصحراء الغربية في تقرير المصير والاستقلال، معترفا أيضا بجبهة البوليساريو كممثل لشعب الصحراء الغربية.

## الاعتراف
اعتبارًا من مارس 2020، تم الاعتراف بالجمهورية العربية الصحراوية الديمقراطية من قبل 84 دولة عضو في الأمم المتحدة. ومن بين هذه الدول، هناك 44 دولة «جمدت» أو «سحبت» الاعتراف لعدد من الأسباب. ومع ذلك، فإن العديد من الدول التي لا تعترف بالجمهورية الصحراوية تعترف بجبهة البوليساريو كممثل شرعي لسكان الصحراء الغربية، ولكن ليس كحكومة منفية لدولة ذات سيادة. والجمهورية عضو كامل العضوية في الاتحاد الأفريقي، منظمة الوحدة الأفريقية سابقا، منذ عام 1984. انسحب المغرب من منظمة الوحدة الأفريقية احتجاجا وظل الأمة الأفريقية الوحيدة خارج الاتحاد الأفريقي بين انضمام جنوب أفريقيا في عام 1994 والعودة إلى الاتحاد الأفريقي في عام 2017. وتشارك الجمهورية الصحراوية أيضا كضيف في اجتماعات حركة عدم الانحياز أو الشراكة الاستراتيجية الآسيوية - الأفريقية الجديدة، على الرغم من الاعتراضات المغربية على مشاركة الجمهورية الصحراوية. ومن ناحية أخرى، تؤيد الجامعة العربية التمسك بـ «السلامة الإقليمية» المغربية.
وإلى جانب الجزائر والمكسيك وإيران وفنزويلا وفيتنام ونيجيريا وجنوب أفريقيا، كانت الهند القوة المتوسطة الكبرى التي اعترفت بالجمهورية الصحراوية على الإطلاق وحافظت على علاقات دبلوماسية كاملة، بعد أن سمحت للجمهورية الديمقراطية العربية الصحراوية بفتح سفارة في نيودلهي في عام 1985. غير أن الهند «سحبت» اعترافها في عام 2000.
وكما هو الحال في أي وضع سياسي متقلب، فإن الاعتراف الدبلوماسي بحقوق أي من الطرفين يخضع لتغيير متكرر وأحيانا غير معلن.

## العلاقات الثنائية

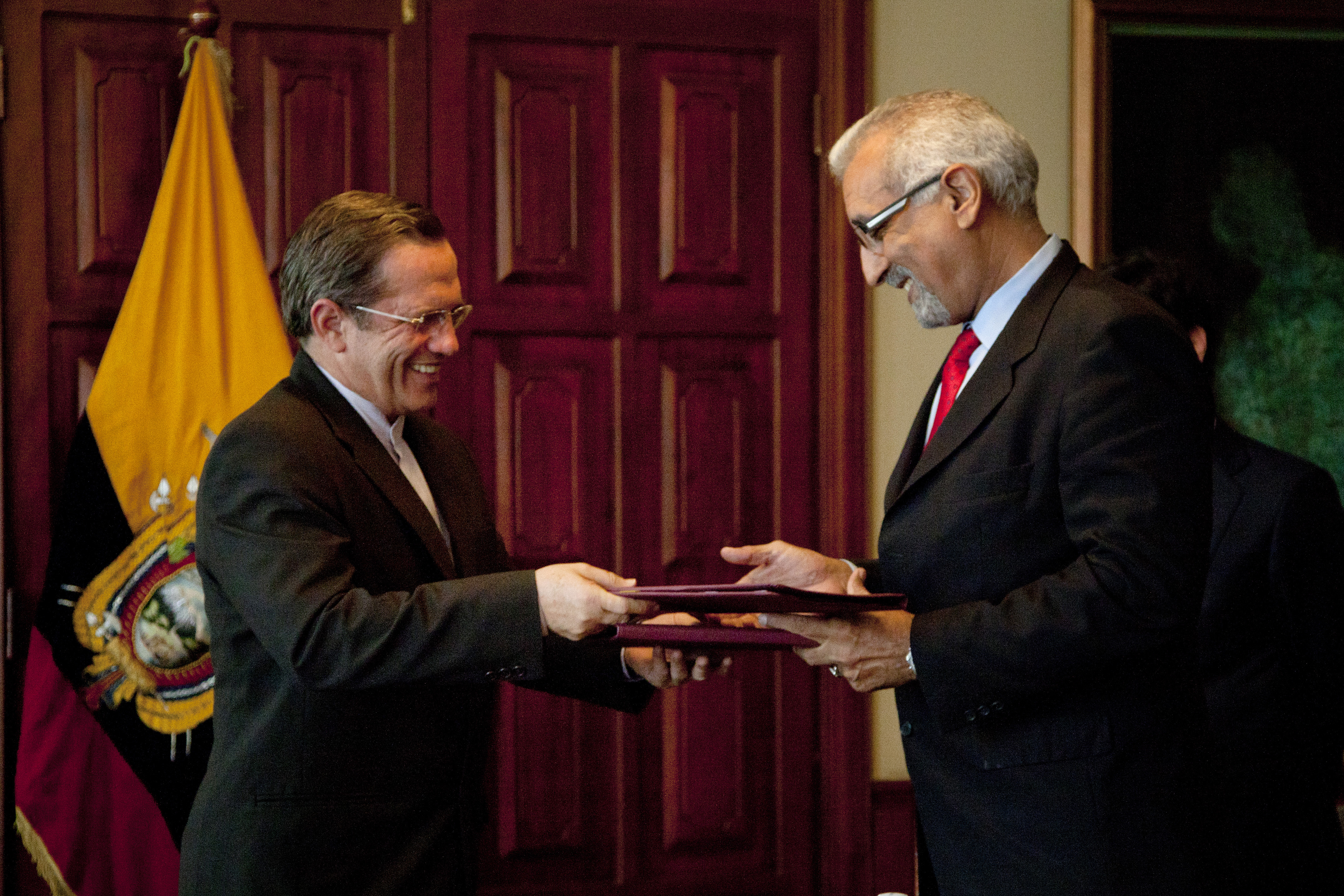
مذكرة تفاهم بين الإكوادور والجمهورية الصحراوية في كيتو، يوليو 2012

وقد أقامت الجمهورية العربية الصحراوية الديمقراطية، منذ إعلانها، علاقات دبلوماسية مع عدد من الدول التي اعترفت باستقلالها، ولا سيما في أفريقيا وأمريكا اللاتينية. وفيما يتعلق بـ «التجميد» و «الانسحاب» واستئناف الاعتراف، حدثت تغيرات مماثلة على مستوى العلاقات الدبلوماسية. تتمتع الجمهورية الصحراوية بعلاقات مستقرة ومتطورة مع دول مثل الجزائر وجنوب أفريقيا.
وتمثل جبهة البوليساريو الجمهورية العربية الصحراوية الديمقراطية في الخارج، ولها شبكة من البعثات والسفارات. وقد رفعت بعض الدول التي اعترفت بالجمهورية العربية الصحراوية الديمقراطية تمثيل البوليساريو في بلدها إلى مستوى سفارة الجمهورية الصحراوية. وتحتفظ جبهة البوليساريو أيضا بشبكة تمثيل في البلدان التي لا تعترف بالجمهورية الصحراوية كدولة ذات سيادة، وأساسا في أوروبا، مع وجود علاقات لبعض هذه البلدان مع حكومات البلدان المضيفة. وتمثيل البلدان الأجنبية في الجمهورية الصحراوية تقوم به السفارات الموجودة في الخارج، وبصورة رئيسية في الجزائر العاصمة، بسبب الصراع في الصحراء الغربية وتوطين مخيمات اللاجئين الصحراويين في جنوب غرب الجزائر. ويتجلى الدعم القوي للقضية الصحراوية من بعض البلدان من خلال زيارات الوفد الأجنبي في الأراضي المحررة في الصحراء الغربية.

### العلاقات الدبلوماسية الحالية

العلاقات الحالية للجمهورية العربية الصحراوية الديمقراطية
الجمهورية الصحراوية، كما هو مطلوب
العلاقات الدبلوماسية والاعتراف بالجمهورية الصحراوية
الاعتراف بالجمهورية الصحراوية فقط

يقيم ما مجموعه 37 دولة في الوقت الحالي علاقات دبلوماسية مع الجمهورية الصحراوية. وقد حافظ 31 منهم باستمرار على علاقاتهم مع الجمهورية الصحراوية دون أي انقطاع. اعتبارا من 6 أغسطس 2018، بوتسوانا هي أحدث دولة أقامت علاقات دبلوماسية رسمية مع الجمهورية الديمقراطية العربية الصحراوية. جمدت سبع دول أو ألغت علاقاتها مع الجمهورية الصحراوية في الماضي، ولكنها استأنفتها في وقت لاحق. اعتبارًا من 7 يناير 2016، تعد بنما أحدث دولة أعادت إقامة علاقاتها الدبلوماسية مع الجمهورية الصحراوية.

## وصلات خارجية
- وكالة الأنباء الصحراوية - الخدمة العامة للجمهورية العربية الصحراوية الديمقراطية